# União da Ilha dos Valadares
A União da Ilha dos Valadares é uma escola de samba da cidade de Paranaguá, no estado brasileiro do Paraná.
Em 2012, sagrou-se campeã do Carnaval. Em 2014 voltou a ser campeã.